# Łaziński Potok
Łaziński Potok (w górnym biegu też: Łański Potok, w dolnym: Zlewaniec) – potok w Beskidzie Śląskim, na Pogórzu Cieszyńskim i częściowo w Dolinie Górnej Wisły, prawostronny dopływ Iłownicy. Prawie cały tok (za wyjątkiem odcinka źródłowego, znajdującego się w granicach Górek Wielkich w powiecie cieszyńskim) w granicach gminy Jasienica w powiecie bielskim.
Źródła na wysokości 520-550 m n.p.m. na północnych zboczach góry Łazek w pasmie Błatniej. Spływa generalnie w kierunku północnym, zasilając wodą m.in. łańcuch stawów rybnych na pograniczu Bielowicka i Łazów. Poniżej wsi Wieszczęta wykręca ku zachodowi. Przepływa przez Roztropice, gdzie poniżej Stawu Młyńskiego w systemie Stawów Roztropickich, na wysokości ok. 270 m n.p.m., uchodzi do Iłownicy.
Tok słabo uregulowany, lokalnie meandrujący. Jedynie w górnym biegu w terenie zalesionym, poza tym w terenie zajętym przez pola uprawne, łąki i pastwiska, jednak na całej długości obrośnięty wąskim pasem roślinności krzewiastej i drzewami.
Cieki źródłowe znajdują się w granicach Parku Krajobrazowego Beskidu Śląskiego. W górnym biegu, na terenie Grodźca, na wysokości od ok. 395 m n.p.m. do ok. 335 m n.p.m., dolinę cieku obejmuje rezerwat przyrody Dolina Łańskiego Potoku.
Potok narażony jest na zanieczyszczenia punktowe, głównie ze źródeł komunalnych oraz z mleczarni w Roztropicach, co powoduje zagrożenie eutrofizacją. Główną działającą na niego presją jest pobór wód do celów gospodarczych.